# 华南狗娃花
华南狗娃花（学名：Heteropappus ciliosus）为菊科狗娃花属的植物。分布在日本以及中国大陆的福建、广东等地，一般生长在海岸沙地，目前尚未由人工引种栽培。

## 别名
华南铁杆蒿（海南植物志）